# 藤田曜子
藤田 曜子（ふじた ようこ、7月8日 - ）は、日本の女性声優。島根県出身。アーツビジョン所属。

## 略歴
日本ナレーション演技研究所出身。

## 人物
方言は出雲弁。
趣味はヨガと木登り。ラーメンが好き。

## 出演

### テレビアニメ
2015年
- 学戦都市アスタリスク（ドミティラ・クルス・ファリーノス）
- しまじろうのわお!（モンスターフラワー）
- 名探偵コナン（武藤君江）
- モンスター娘のいる日常（金髪少年）

2016年
- クレヨンしんちゃん（CM女優、男の子A）
- ジョーカー・ゲーム（女）
- パズドラクロス（子供）

2017年
- クロックワーク・プラネット（外務大臣）

2018年
- ちおちゃんの通学路（桃のクラスの担任〈女〉）
- オーバーロードIII（妻）
- 東京喰種トーキョーグール:re（霧嶋ヒカリ）
- INGRESS THE ANIMATION（世界の人々）
- ダンジョンに出会いを求めるのは間違っているだろうかII（アマゾ娼婦）

2019年
- グリムノーツ The Animation（魔法の鏡）
- ヴィンランド・サガ（ヨークの町人）

2020年
- アクダマドライブ（アナウンス）
- ゴールデンカムイ（釧路の女性たち）
- A3!（通行人）

2021年
- ドラえもん（テレビ朝日版第2期）（2021年 - 2025年、主婦(1)、母オオカミ）
- 究極進化したフルダイブRPGが現実よりもクソゲーだったら（宏・楓の母）

2022年
- SPY×FAMILY（イーデン校受験生）
- 神クズ☆アイドル（瀬戸内母）

2023年
- くまクマ熊ベアーぱーんち!（ユリアーヌ）
- 異世界ワンターンキル姉さん 〜姉同伴の異世界生活はじめました〜（メイドA）
- Fate/strange Fake -Whispers of Dawn-（繰丘母）
- AIの遺電子（住人）
- 暴食のベルセルク（ステータスを告げる声、母親）
- 柚木さんちの四兄弟。（花岡先生、保育士、親戚、同級生）
- ビックリメン（従業員B）

2024年
- なぜ僕の世界を誰も覚えていないのか?（囁き声）

2025年
- グリザイア:ファントムトリガー（通信）
- 鬼人幻燈抄（店の者、夕凪）

### 劇場アニメ
- 神在月のこども（2021年、小川）[12]

### Webアニメ
- どこでもマキバオー（2025年、アンカルジア、ウマミ、ミドリコ、テル、女の子、女子B・D、母親、キツネ、シマエナガ、メジロ）

### ゲーム
2015年
- 真・三國無双7
- 妖怪百姫たん!（唐傘、一反木綿）

2016年
- 逆転オセロニア（トルトゥーラ）
- グリムノーツ（魔法の鏡）

2017年
- 神式一閃 カムライトライブ（月詠）
- Black Rose Suspects（ジーナ）
- ブラウンダスト（エボニー、TSヨハン）

2020年
- イドラ ファンタシースターサーガ（アベーユ）
- Shadowverse（前線の教官、レヴィールの無法者）
- OCTOPATH TRAVELER 大陸の覇者

2022年
- トライアングルストラテジー（エリカ・エスフロスト）

2023年
- ダークテイルズ〜鏡と狂い姫〜（薬の魔女、リエナ夫人、アテナ）

2024年
- カイジ外伝：激熱の街（ユリ、ソフィー）

2025年
- メモリーズオフ 双想 〜Not always true〜（洲宮俊子）

### BLCD
- グルメのふくらみ（女子生徒B）
- 恋する暴君（同僚3）

### 吹き替え

#### 映画
- アップルとわたしのカラフルな世界（ジェニー）
- アデライン、100年目の恋（キッキ・ジョーンズ〈アマンダ・クルー〉）
- アポカリプス・ナウ（リン・マスターズ）
- アリスのままで（介護士）
- アンソニー・ロビンズ あなたが運命を変える（ドーン）
- ヴェルサイユの宮廷庭師（パラディーヌ）
- X-MEN:ダーク・フェニックス（セレーネ〈コタ・エバーハード〉[17]）
- おとぎ話を忘れたくて
- 奇跡の教室 受け継ぐ者たちへ（フラマン先生）
- クロコダイル・ダンディー ※VOD版
- 消されたスキャンダル（キャシー）
- 剣客（ファ・ソン〈イ・ナギョン〉[18]）
- コールド・ウォー 香港警察 堕ちた正義（イザベル・アウ〈ジャニス・マン〉）
- ザ・バウンサー（リサ〈スヴェヴァ・アルヴィティ〉）
- ザ・フォーリナー/復讐者（マギー〈チャーリー・マーフィ〉）
- ジェーン（酒場の女2）
- 地獄の黙示録（リン・マスターズ）
- ジャッジ・ドレッド
- スイッチング・プリンセス
- スーパーフライ（ジョージア〈レックス・スコット・デイヴィス〉）
- ダウントン・アビー（ルーシー・スミス〈タペンス・ミドルトン〉[19]）
  - ダウントン・アビー/新たなる時代へ（ルーシー・ブランソン〈タペンス・ミドルトン〉[20]）
- ディバイナー 戦禍に光を求めて（リジー）
- トレマーズ コールドヘル（シルク・ダーネン〈ジジェナ・アプトン〉）
- ナイト・ビフォア 俺たちのメリーハングオーバー（サラ〈ミンディ・カリング〉）
- パーフェクト・ルーム（バーバラ・スティーブンス）
- パイレーツ・オブ・カリビアン/最後の海賊
- バッド・チューニング（ミシェル）
- バトル・オブ・ザ・セクシーズ
- ブラザー・ミッション -ライド・アロング2-（ターシャ）
- ボヘミアン・ラプソディ
- マザー!
- MEGシリーズ（新婦 / ココ〈アイヴィー・ツイ〉）
  - MEG ザ・モンスター[21]
  - MEG ザ・モンスターズ2[22]
- ランペイジ 巨獣大乱闘（キャスター2[23]）
- リトル・マーメイド（カリーナ〈カイサ・モハマー〉[24]）
- リロ&スティッチ[25]
- レクイエム 最後の銃弾
- ワンス・アポン・ア・タイム・イン・ハリウッド（スクィーキー〈ダコタ・ファニング〉、アビゲイル・フォルジャー〈サマンサ・ロビンソン〉[26]）

#### ドラマ
- カーニバル・ロウ（イモジェン・スパーンローズ〈タムジン・マーチャント〉）
- カリフォルニケーション5
- グッバイマヌル 〜僕と妻のラブ♡バトル
- コードブラック 生と死の間で（ジョアン）
- SCORPION/スコーピオン
- チアーズ4（チェルシ）
- ティーン・ウルフ（カリ）
- ナチ・ハンターズ（キャロル・ロックハート〈エボニー・オブシディアン〉）
- HEARTSTOPPER ハートストッパー（ハイダー先生）
- ビクトリアス
- ビッグ〜愛は奇跡〈ミラクル〉〜（アン・ヘジョン〈キム・ソラ〉）
- Bitten -わたしを愛した狼-（エレナ・マイケルズ〈ローラ・ヴァンダーヴォート〉）
- THE FLASH/フラッシュ（ジェシー・ウェルズ / ジェシークイック〈ヴァイオレット・ビーン〉）
- ボルジア家 愛と欲望の教皇一族2
- Major Crimes 〜重大犯罪課2
- モーツァルト・イン・ザ・ジャングル（シャロン・アナマリア）
- 夜警日誌（パク・スリョン〈ソ・イェジ〉）

#### アニメ
- アベンジャーズ・アッセンブル（キャロル・ダンバース / キャプテン・マーベル）
- ガーディアンズ・オブ・ギャラクシー（キャロル・ダンバース / キャプテン・マーベル）
- ギガントサウルス（アヤティ[27]、ヘガン、ルゴ）
- ゴースト&モリー（アンドレア[28]）
- 最後の召喚師 -The Last Summoner-（通行人A）
- スパイダーマン:スパイダーバース（カルロス先生）
- スパイダーマン:アクロス・ザ・スパイダーバース
- ヘンリー・ハグルモンスター（ロディ）
- レゴ フレンズ（ターニャ）

### オーディオブック
- ひと（2020年、山城時子[29]）